# Olmi-Cappella
Olmi-Cappella är en kommun i departementet Haute-Corse på ön Korsika i Frankrike. Kommunen ligger i kantonen Belgodère som tillhör arrondissementet Calvi. År 2022 hade Olmi-Cappella 187 invånare.

## Befolkningsutveckling
Antalet invånare i kommunen Olmi-Cappella
Referens:INSEE